# یوکی کانکو
یوکی کانکو (ژاپنی: 金子 勇樹؛ زادهٔ ۲۹ مهٔ ۱۹۸۲) یک بازیکن فوتبال اهل ژاپن است.
از باشگاه‌هایی که در آن بازی کرده‌است می‌توان به باشگاه فوتبال یوکوهاما مارینوس و باشگاه فوتبال هوکایدو کونسادول ساپورو اشاره کرد.